# 10616 Inouetakeshi
10616 Inouetakeshi este un asteroid din centura principală de asteroizi.

## Descriere
10616 Inouetakeshi este un asteroid din centura principală de asteroizi. A fost descoperit pe 25 octombrie 1997 la Kitami de Kin Endate și Kazuro Watanabe. Asteroidul prezintă o orbită caracterizată de o semiaxă mare de 2,63 ua, o excentricitate de 0,19 și o înclinație de 2,9° în raport cu ecliptica.